# Тронный зал

Георгиевский (Большой тронный) зал Зимнего дворца, Санкт-Петербург

Тро́нный зал — величественное помещение, обычно расположенное в центре дворца, где проходят официальные мероприятия, церемонии и встречи важных гостей. Тронный зал служит символом власти и могущества правителя и является сердцем дворца. Стены тронного зала украшены картинами, фресками и гобеленами, рассказывающими об истории страны и её правителей. В центре зала расположен трон — символ власти и могущества правителя. Вокруг тронного зала расположены галереи, где размещаются придворные и гости. На территории тронного зала проводятся балы, приёмы и другие торжества. Тронный зал — это место, где правители демонстрируют свое богатство и величие, а также место, где происходят важные события в жизни страны.

## История

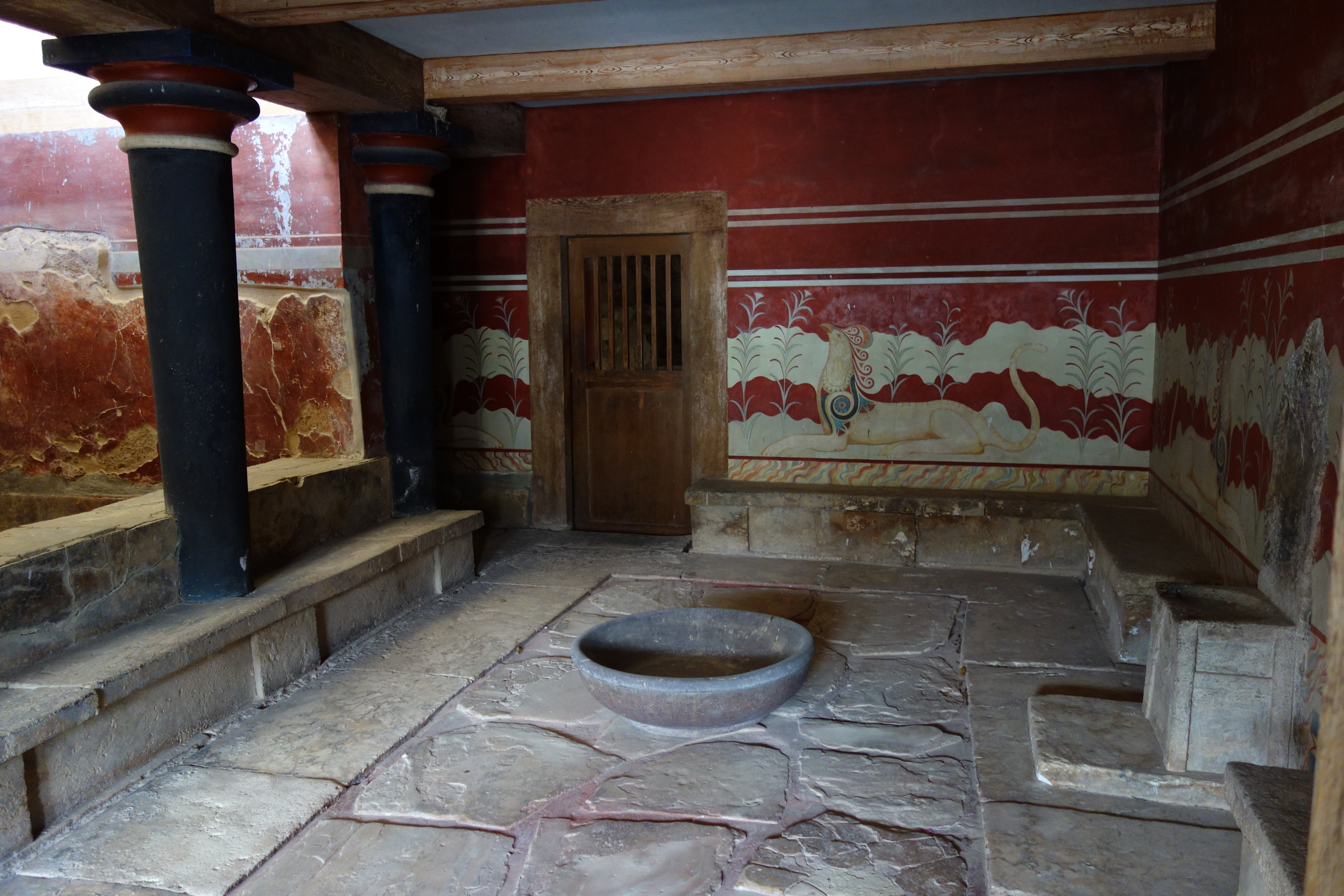
Тронный зал в Кносском дворце

Большинство тронных залов появились в эпоху Возрождения в европейских дворцах правителей. Они служили для проведения официальных церемоний, приёма иностранных послов и других важных событий.
Самый старый тронный зал в Европе находится в Кносском дворце, и ему около 3500 лет. Трон сделан из алебастра, рядом с троном находятся скамьи для старейшин. Роспись на стене изображает мифических существ с телом льва и головой орла. За колоннами находился бассейн для священных омовений перед аудиенцией у царя. Большая чаша перед троном в изначально стояла в другом помещении и использовалась для ритуальных целей.
Один из первых известных тронных залов был создан в XV веке в Милане для герцога Франческо I Сфорца. Зал был оформлен в стиле ренессанс и украшен фресками и лепниной. В центре зала находился трон, выполненный из мрамора и бронзы.
В XVI веке тронные залы стали появляться и в других европейских странах, таких как Франция, Испания и Англия. Они были оформлены в различных стилях, но всегда отличались роскошью и величием.
В XVII веке тронные залы стали ещё более роскошными и величественными. Они были украшены золотом, серебром и драгоценными камнями. В это время появились и первые императорские тронные залы, такие как Тронный зал в Версале (Франция) и Золотая Царицына палата в Московском Кремле (Россия).
В XVIII веке тронные залы продолжали развиваться и украшаться. Они стали ещё более величественными и роскошными. В это время появились такие известные тронные залы, как Георгиевский зал в Зимнем дворце (Россия) и Тронный зал в Букингемском дворце (Великобритания).
В XIX веке тронные залы стали использоваться реже, так как многие монархи отказались от пышных церемоний в пользу более скромного образа жизни. Однако некоторые тронные залы продолжали существовать и использоваться для проведения официальных мероприятий.
В XX веке тронные залы практически исчезли, так как большинство монархий были упразднены или превратились в конституционные монархии. Однако некоторые страны, такие как Великобритания и Нидерланды, сохранили свои королевские традиции и продолжают использовать тронные залы для проведения официальных мероприятий.
В начале XXI века тронные залы используются редко, только для редких грандиозных церемоний.